# Phragmatobia centralhispanica
Phragmatobia centralhispanica là một loài bướm đêm thuộc phân họ Arctiinae, họ Erebidae.